# Ida Holz
Ida Holz (née le 30 janvier 1935) est une informaticienne et chercheuse uruguayenne reconnue comme une pionnière dans le domaine de l'informatique et de l'Internet. 

## Biographie
Issue d’une famille juive d’origine polonaise, Ida Holz s’est rendue en Israël de 18 à 22 ans. Elle y travaille dans l’armée et vit dans un kibboutz. 
À son retour en Uruguay, elle souhaite étudier l'architecture, ce qu'elle ne peut pas faire parce qu'elle travaille pendant la journée. Elle commence à enseigner les mathématiques. Son professeur de logique mathématique l'invite à suivre un cours offert par l'Université de la République dans le domaine du calcul. 
Au début des années 1970, Holz fait partie de la première génération d'étudiants uruguayens en informatique formés par l'Université de la République. 
En 1964, elle épouse l'artiste Anhelo Hernández, peintre contemporain, qui rejoint l'atelier de Torres García. En 1976, ils s'exilent au Mexique. Pendant cette période, Holz travaille à la Direction générale des politiques économiques et sociales. Plus tard, elle travaille à l'Institut national de la statistique. Le gouvernement mexicain lui offre le poste de directrice, mais elle décide de retourner en Uruguay. 
En 1986, elle devient directrice du Service central d’information de l’Université de la République (SECIU) en Uruguay. À ce poste, Ida Holz dirige le développement d’Internet en Uruguay à partir du début des années 1990. Depuis, elle joue un rôle de premier plan dans le développement et l'évolution des technologies de l'information et de la communication en Uruguay. À partir de 2005, elle travaille à la direction de l'Agence pour le développement du gouvernement électronique et de la société de l'information et du savoir (AGESIC). Elle est également l'un des promoteurs du projet Ceibal, une initiative uruguayenne visant à mettre en œuvre le modèle "Un ordinateur portable par enfant".
Holz est reconnue pour s'être opposée aux États-Unis et à l'Europe lors d'une conférence à Rio de Janeiro en 1991. Durant cette conférence, les États-Unis et l'Europe ont imposé leurs autorités au niveau latino-américain sur le réseau mondial naissant Internet. 
Sous sa direction, le Service central d’information de l’Université de la République a installé en 1994 le premier nœud Internet en Uruguay. 

## Prix et distinctions
Ida Holz a reçu le Lifetime Achievement Award en 2009, attribué par le Centre d’information sur les réseaux pour l’Amérique latine et les Caraïbes (LACNIC) aux personnes qui ont contribué au développement de l’Internet. 
En 2013, elle a été la première personnalité latino-américaine à entrer dans le Internet Hall of Fame, une initiative qui honore les personnes qui ont joué un rôle important dans le développement et le renforcement d'Internet. 
L'Administration postale nationale a émis en 2015 des timbres de la série "Les personnalités exceptionnelles de l'Uruguay" dédiés à Ida Holz. 
En 2017, Holz a reçu une reconnaissance en hommage à sa carrière de pionnière de l'Internet en Uruguay, dans le cadre des célébrations du dixième anniversaire du projet Ceibal. 
En 2015,Vint Cerf, reconnu comme l'un des pères d'internet est interrogé au sujet de savoir s'il y a une "mère de l'Internet", il répond : "Oui, il y a une mère Internet. Et elle s’appelle Ida Holz".